# Telmatochromis
Telmatochromis là một chi cá nhỏ của phân họ Pseudocrenilabrinae trong họ cá hoàng đế thuộc bộ cá vược, chúng là các loài bản địa của Hồ Tanganyika ở Đông Phi. Nhiều loài trong chi này được ưa chuộng để nuôi làm cá cảnh. 

## Về gen
Qua xét nghiệm gen mtDNA cho thấy có sự lai tạp khác loài của các loài trong chi này trong quá trình tiến hóa Cũng có ý kiến tin rằng Telmatochromis có quan hệ gần gũi với Julidochromis với cách đặt vấn đề cho rằng đây là hậu duệ của Telmatochromis qua quá trình lai tạo, nhất là khi các loài J. marlieri và J. regani có mối tương đồng. Những sự tương đồng về DNA đã được minh xác của loài T. bifrenatus, T. brichardi và T. temporalis. Rồi thì loài T. vittatus có mã gen ND2 DNA na ná với Lamprologus congoensis và L. teugelsi. Nhưng T. vittatus loại không có sự tương đồng gần gũi thực tế với T. bifrenatus và T. brichardi hơn là T. temporalis

## Các loài
Hiện hành có 06 loài được ghi nhận trong chi này:
- Telmatochromis bifrenatus G. S. Myers, 1936
- Telmatochromis brachygnathus Hanssens & Snoeks, 2003
- Telmatochromis brichardi Louisy, 1989
- Telmatochromis dhonti (Boulenger, 1919)
- Telmatochromis temporalis Boulenger, 1898
- Telmatochromis vittatus Boulenger, 1898